# Das stille Haus
Das stille Haus (türkisch: Sessiz Ev) ist der Titel eines 1980 bis 1983 entstandenen Romans des türkischen Schriftstellers Orhan Pamuk.

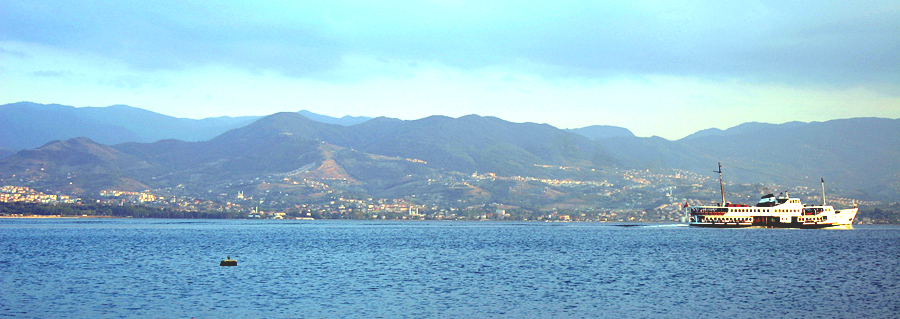
Gebirgige Küstenlandschaft am Golf von İzmit am Marmarameer in der Nähe des Handlungsortes

## Handlungsübersicht
Haupthandlungsort des Romans ist das alte Haus der Großmutter Fatma Darvinoglu in der Nähe von Gebze am Marmarameer, ca. 50 km von Istanbul entfernt, wo im Juli 1980 die Enkelkinder Faruk, Dozent für Geschichte, Metin, Gymnasiast, und Nilgün, Soziologiestudentin, eine Sommerferienwoche verbringen. Eingeschoben in diesen siebentägigen Ablauf ist die Geschichte der Familie im 20. Jahrhundert (Vorgeschichte).

### Vorgeschichte
1906 empfiehlt Fatmas Vater der im Wohlstand behütet aufgewachsenen achtzehnjährigen Tochter, den um sie werbenden 25-jährigen Arzt Selâhattin Darvinoğlu wegen seiner glänzenden Zukunftsaussichten zu heiraten und gibt ihr als Lebensregel mit: „Männern darf man nicht zu viele Fragen stellen, Neugier ist nur was für Katzen.“ Vier Jahre später, die Ehe ist immer noch kinderlos, wird Selâhattin wegen seiner radikalen politisch-freiheitlichen Einstellung und Kritik an der Partei „Komitee für Einheit und Fortschritt“ aus Istanbul verbannt.
Er zieht mit seiner Frau nach Cennethisar bei Gebze an der Einmündung der Bucht von İzmit ins Marmarameer, wo sie an der damals noch weitgehend unbewohnten gebirgigen Küste im landwirtschaftlichen Umfeld ein Haus nach europäischer Art ohne Holzgitter an den Fenstern und mit einem Balkon, einem „Fenster zur Freiheit“, bauen, in dem ihr Sohn Doğan (geb. 1915) „seine eigene Persönlichkeit entwickeln“ kann. Hier beginnt der Arzt, neben den anfangs zahlreichen medizinischen Behandlungen, an einer Enzyklopädie zu arbeiten, mit der er die türkische Gesellschaft nach dem Muster aufklärerischer Erkenntnisse reformieren will, und kehrt auch nach dem Sturz der Jungtürken nicht mehr nach Istanbul zurück, um sein Lebenswerk zu vollenden.
Über dieser Arbeit, die er bei seinem Tod als Fragment hinterlässt, vernachlässigt er seine ärztliche Praxis, verärgert zudem die abergläubischen, Naturheilmittel bevorzugenden Bauern und muss das Leben der Familie und seinen großen Alkoholkonsum mit dem Verkauf des Erbschmucks seiner Frau finanzieren. Er steigert sich immer mehr in eine nihilistische Weltauffassung hinein, doch Fatma lehnt dies als teuflisches Wirken ab, zieht sich zunehmend von ihm zurück und verbrennt nach seinem Tod einen Teil seiner Manuskripte.
Mit einem Dienstmädchen geht er eine Beziehung ein (Kap. 23) und wird Vater zweier Söhne, İsmail (geb. 1928) und Recep (geb. 1927), die mit ihrer Mutter in einem Holzhaus im Garten wohnen. Als er sie in einem kalten Winter ins Haupthaus holt, kommt es zur Auseinandersetzung Fatmas mit der Nebenfamilie. Diese schlägt mit einem Stock auf die Kinder ein, dass sie dauerhafte Schäden erleiden: Recep wird zwergwüchsig, İsmail erleidet einen Beinbruch und hinkt seitdem. Selâhattin muss sich wegen der finanziellen Abhängigkeit Fatmas Wünschen unterordnen. Er verheiratet daraufhin seine Geliebte mit einem Bauern, dadurch erhält sie mit ihren Kindern den Familiennamen „Karataş, schwarzer Stein“. Nach dem Tod ihrer Mutter holt Doğan 1940, zur Zeit seines Militärdienstes, die beiden Halbbrüder zurück nach Cennethisar und unterstützt sie finanziell durch den Verkauf der letzten Diamanten Fatmas, um die Sünden seiner Eltern zu tilgen. Der dreizehnjährige Recep wird Diener bei den Darvinoğlus, der ein Jahr jüngere İsmail baut sich später mit dem Geld ein Haus auf den Hügeln und arbeitet als Losverkäufer.
Doğan studiert Politik, hat zusammen mit seiner sieben Jahre jüngeren Frau Gül drei Kinder (Faruk, Nilgün und Metin) und wird Landrat in Kemah im Osten der Türkei. In den letzten beiden Sommern vor Beendigung seiner Beamtenlaufbahn schickt er seine Familie zur Erholung nach Cennethisar. Nach dem Tod seiner Frau (1964) tritt er von seinem Posten zurück, weil er das Elend der Bauern nicht mehr ertragen kann, und zieht ins Haus seiner Mutter, um Agrarreformvorschläge auszuarbeiten und sie an den Landwirtschaftsminister zu schicken. Enttäuscht von der fehlenden Reaktion betrinkt er sich, die väterliche Alkoholexzesse fortsetzend, immer mehr. Seine Kinder werden von ihrer Tante in Istanbul erzogen.

### Haupthandlung
Die Haupthandlung beginnt mit der Ankunft Faruks, Nilgüns und Metins in Cennethisar und dauert eine Woche:
- Dienstag: Ankunft der Enkelkinder
- Mittwoch (ab Kap. 6): Friedhofsbesuch
- Donnerstag (ab Kap. 12), Freitag (ab Kap. 20) und Samstag (ab Kap. 22): Ferienprogramme (Nilgün: Strand, Faruk: Archiv in Gebze, Metin: nächtliche Partys und seine unerwiderte Liebe zu Ceylan) mit fallender Stimmungslinie bei Faruk und Metin.

Parallelhandlung: Hasans, Receps Neffe, terroristische Aktivitäten, sein Interesse an Nilgün und die zunehmende tragische Verstrickung im Geflecht von Zuneigung und politischer Feindschaft
- Sonntag (ab Kap. 26): Angriff Hasans auf Nilgün
- Montag (ab Kap. 30): Nilgüns Tod, Hasans Flucht

An diesen Tagen ergibt sich im Allgemeinen folgender Ablauf:
Nachdem Nilgün vom Baden im Meer zurückkehrt, serviert Recep ihr und Faruk den Morgenkaffee, während Metin noch schläft. Faruk fährt anschließend nach Gebze. Nilgün verbringt den Tag mit dem Lesen von Iwan Turgenjews Roman Väter und Söhne (auf die Handlung bezogen symbolträchtig) im Garten. Recep kauft auf dem Markt ein (Kap. 13) und kocht das Mittagessen. Abends treffen alle zum Essen zusammen. Anschließend unterhalten sich Faruk und Nilgün auf der Terrasse, während Metin mit den Freunden feiert. Die Großmutter verbringt die ganze Zeit meistens in ihrem Zimmer, mit Ausnahme der Abendmahlzeiten im Esszimmer (Kap. 19). Nur einmal verlässt sie zum Friedhofbesuch mit Recep und den Enkeln am zweiten Tag das Haus, in dem sie am Ende des Romans allein zurückbleibt.

## Literarische Einordnung und Erzählform
Das stille Haus ist im Prinzip, ähnlich Pamuks Erstling Cevdet und seine Söhne, ein Drei-Generationen-Gesellschaftsroman nach dem Vorbild des Romans Buddenbrooks von Thomas Mann mit Schwerpunkt auf dem bürgerlichen Stammhaus der Familie. Anders als in diesen beiden Werken wird die Geschichte nicht chronologisch dargeboten, sondern ist in Rückblicken, wie im Roman Schnee, in eine siebentägige, auf einen geographischen Ort begrenzte Handlung eingeschoben, welche, im Unterschied zum einheitlichen personalen Blickwinkel in Schnee, abwechselnd fünf Erzähler vorstellen, und dieser Perspektivenwechsel erinnert wiederum an Cevdet und seine Söhne.

### Struktur
Die Familiengeschichte wird vorwiegend von der 90-jährigen vereinsamten Fatma in ihren schlaflosen Nächten erinnert. Sie lebt gedanklich in der Vergangenheit, die sie ganz einnimmt, da sie kaum Anteil an der Gegenwart hat. Der Repräsentant der Vätergeneration Receps ergänzt diese Reminiszenzen. Auch er hat einen Einblick in die Konflikte um die unehelichen Kinder des Großvaters, und Fatma befürchtet, allerdings unbegründet, dass er ihre Taten den Enkeln mitteilt. Neben der Großmutter, stellvertretend für ihren Mann Selâhattin Darvinoğlu und zugleich dessen gesellschaftlich-weltanschaulich rückwärtsgewandte Antagonistin, sind die Erzähler auf dessen beide Familienzweige verteilt: Die Enkel Faruk und Metin entstammen der Haupt-, Recep und sein Neffe Hasan der illegalen Nebenlinie.
Die Ereignisse der Ferienwoche in Cennethisar werden chronologisch aus verschiedenen Blickwinkeln mit inhaltlichen Überlappungen beim Wechsel der Erzähler geschildert. Dabei gibt es eine Aufgabenteilung. Fatma (Kap. 2, 7, 11, 16, 23, 29, 32) und v. a. Recep (Kap. 1, 6, 13, 19, 27, 30) beobachten die Geschehnisse und Gespräche im Haus. Der Leser begleitet den Diener bei seinen Einkäufen, Kaffeehausbesuchen, Diensten für die Familie und bei der Versorgung der verletzten Nilgün, Faruk (Kap. 4, 9, 14, 18, 24, 28) auf den Fahrten nach Gebze bzw. während der Forschungen im Archiv, Metin (Kap. 5, 10, 15, 21, 25) auf seinen nächtlichen Irrfahrten und Hasan (Kap. 3, 8, 12, 17, 20, 22, 26, 31) bei seinen familiären Streitigkeiten und politischen Aktionen sowie der Beobachtung und Verfolgung Nilgüns auf den Straßen und am Strand.

### Erzählform
Entsprechend der Perspektive der Figuren bei ihren Beobachtungen, ihrem Informationsstand und ihrer subjektiven Bewertung verwendet der Autor durchgehend die Ich-Form. Teilweise springen die Erzähler übergangslos von der Wiedergabe der Haupthandlung zu den Rückblicken, die bei der Mischung von Dialogen, Inneren Monologen bei kommentierenden Überlegungen die Form eines Bewusstseinsstroms (stream of consciousness) annehmen können, z. B. in Receps Darstellung: „Ich brachte das restliche Geschirr in die Küche […]. Die Maden und Würmer treiben sich in euren Därmen herum, sagte Selâhattin immer […]!“ Vor allem für Fatma sind die langen Reflexionspassagen während der schlaflosen Nacht charakteristisch: „Ich stieg aus dem Bett, ging zum Fenster und sah hinunter. Aus Receps Zimmer fällt immer noch ein Lichtschein in den Garten: Was machst du noch, du Zwerg. Ich hatte Angst. Er ist verschlagen.“ Auch in Hasans und Metins Phantasievorstellungen wechseln verschiedene Erzählformen, wenn sie sich beispielsweise mit Nilgün bzw. Ceylan beschäftigen.

## Die Familiengeschichte im historischen Kontext
Die Romanhandlung ist eingerahmt von zwei Militärputschen (1908 und 1980); verweist aber konkret nur auf wenige historische Ereignisse: 1910 wird der Arzt Selâhattin Darvinoğlu (1881–1942) wegen seiner radikalen politisch freiheitlichen Einstellung und Kritik an der Partei Komitee für Einheit und Fortschritt der Jungtürken, von Talât Pascha aus Istanbul verbannt. Sein damit beginnender Lebensschwerpunkt in Cennethisar steht im Zusammenhang mit der Diskussion über die Entwicklung des Landes zwischen orientalischer Tradition und europäisch orientiertem Fortschritt, die sich in dieser Zeit am Streit um die Auflösung des Parlaments durch den absolutistisch herrschenden Sultan Abdülhamid II. entzündete. Die Rebellion der Jungtürken zwang den Regenten zur Zurücknahme seiner Entscheidung. In seiner Eröffnungsrede am 10. Dezember 1908 vor dem neugewählten Parlament rechtfertigte Abdülhamid die Aussetzung parlamentarischer Kontrolle damit, dass die Bildung des Volks durch Ausweitung des Unterrichts erst auf ein ausreichend hohes Niveau gebracht worden wären.
Diese Thematik, in Verbindung mit der Gesellschaftsordnung, bildet den Hintergrund der Familienhandlung: Selâhattin schreibt zur Erziehung des Volkes eine Enzyklopädie nach dem Vorbild der französischen Encyclopédie. Sein Sohn Doğan (1915–1967) lernt als Landrat in Kemah im Osten der Türkei das Elend der Bauern kennen und erarbeitet Reformvorschläge und Gesetzesentwürfe, die er an den Landwirtschaftsminister schickt. Faruk plant als Historiker die Geschichte der Region Gebze darzustellen und seine kommunistisch orientierte Schwester versucht ihn zu bewegen, die Zusammenhänge und Machtstrukturen zu analysieren und dementsprechend Verantwortung zu übernehmen.
Das zweite historische Rahmendatum ist der Militärputsch in der Türkei 1980 zwei Monate nach Ende der Haupthandlung. Der Roman bildet hinter der ruhigen Ferien-Fassade die Situation in der Türkei Ende der 1970er Jahre ab: Die fehlende politische Stabilität und die sozialen Probleme, Streiks und Gewalt links- und rechtsextremer Gruppen veranschaulichen die Schutzgelderpressungen der „nationalistischen Jugend“, die Angst der Geschäftsleute vor Racheakten. Der Kampf gegen die Kommunisten gipfelt im Angriff Hasans auf Nilgün, die täglich in der Zeitung die Listen der Opfer politischer Auseinandersetzungen liest.
Faruk läuft nach dem Angriff auf Nilgün am Strand entlang und beschreibt die Atmosphäre der Gesellschaft in dieser Krisenzeit metaphorisch: „Die zugeklappten, verschlossenen Sonnenschirme haben etwas Hilfloses an sich, etwas Todesnahes: Als ob eine Zivilisation, die sich nicht hat verwirklichen können, sich nun darauf einstellte, unbarmherzig von einem Sturm davongefegt zu werden, der aus irgendwelchen Fernen kommt, aus unerklärlichem Grund…“. „Ich [fühle] nun, dass alles zu Ende [geht]. Vielleicht ist in Orhans Roman auch so ein Satz.“
Zwischen diesen beiden Ereignissen, Verbannung und Totschlag, entfaltet Pamuk ein Familienbild als gesellschaftlichen Mikrokosmos:

## Analyse der Protagonisten

### Fatma und der Traum des Großbürgertums
Fatma repräsentiert als Prinzipalin ihrer Familie die alte Ordnung. Sie träumt von ihrer behüteten und sorgenfreien Mädchenzeit in Istanbul und erinnert sich (Kap. 32) an die Besuche bei ihren Freundinnen Nigân, Türkan und Şükran, den Töchtern „des ehemaligen Pariser Gesandten und Stiftungsminister Şükrü Paşa“. Die Erste ist die Protagonistin von Pamuks Romanerstling Cevdet und seine Söhne (1982). Ihr adliger Vater verheiratet sie an den ehrenhaften, aufstrebenden Geschäftsmann und Fabrikanten Cevdet Işikçi und sie führt in einer standesgemäßes Villa über dem Bosporus ein Leben im Reichtum.
Fatmas Ehe mit einem begabten Arzt wird eine ähnliche glänzende Zukunft prognostiziert, aber verbittert vereinsamt sie in der Provinz mit dem verträumten Enzyklopädisten, und sie muss die Familie, die im Bildungsbürgertum verharrt, aus ihrem schrumpfenden Vermögen finanzieren. Stück für Stück verkauft sie ihren Schmuck und blickt als Greisin immer wieder in ihre leere Schatulle. Die europäisch-nihilistischen Ideen und den politischen Starrsinn ihres nach dem Sturz seiner Gegner in freiwilliger Verbannung verbleibenden Mannes macht sie für ihren Abstieg verantwortlich.

### Vater und Sohn – Die gescheiterten Reformer

#### Selâhattin
Selâhattin sieht sich als Erzieher des Volkes und möchte es von auf Aberglaube und Mystizismus basierenden Irrlehren befreien. Er glaubt fest an den Erfolg seiner Enzyklopädie, die nur durch wissenschaftliche Experimente überprüfte Informationen enthalten soll und mit der er die türkische Gesellschaft nach dem Muster aufklärerischer, darwinistisch-naturwissenschaftlicher (konsequent wählt er als Familienname Darvinoğlu, Sohn des Darwin) und nihilistischer Ideen reformieren und zu einem irdischen „schöne[n] Paradies der Zukunft“ führen will.
Als er immer mehr den Überblick über seine Forschungen verliert, wird er „bescheiden und erkenn[t] an, dass die Europäer alles schon vor [ihm] bis ins kleinste Detail ergründet haben“: „Die Kerle dort drüben haben schon alles entdeckt, und was Neues lässt sich nicht mehr sagen. […] Nichts Neues unter der Sonne! Sogar das ist nicht neu […], sondern stammt auch von denen“. Vor seinem Tod, als er begreift, dass er sein Werk nicht vollenden kann, erklärt er Fatma, er habe „auf einen Schlag […] begriffen, warum alles so ist wie es ist, und warum wir nicht so sind wie die.“ „Sie [hätten] den Tod als bodenlosen Brunnen und als Nichts entdeckt“ und „[n]ur wer das Dunkel kenn[e], versteh[e] die Helligkeit, und nur wer um das Nichts [wisse], begreif[e] auch das Sein.“ Seinem Sohn Recep versucht er seine Konfession zu vermitteln: „Die Welt ist wie der Apfel an dem verbotenen Baum, […] ihr lasst ihn am Baum und esst ihn nicht, weil ihr an jene Lügen glaubt und euch fürchtet, pflück doch den Apfel der Erkenntnis, hab keine Angst, Recep, ich habe ihn auch gepflückt und bin dadurch frei geworden, los mein Junge, du wirst dadurch die Welt erobern“.
Für seine Abkehr von Religion und Tradition steht die zunehmende Entfremdung von seiner großbürgerlichen Frau und die Beziehung zu einer jungen in Cenethissar gestrandeten Witwe, die er als Dienstmädchen einstellt und die, wie er Recep erklärt, „die Schönheit [ihres] Volkes in sich [trug]“. Das traurige Ergebnis dieser nicht legalisierten Zweitehe und sein Plan, beide Frauen, allerdings in traditioneller dienender und herrschender Rolle, und die drei Kinder gemeinsam im Haupthaus wohnen zu lassen, symbolisieren seine, von Fatmas Schlägen, deformierten Kinder, die er daraufhin mit ihrer Mutter gegen Bezahlung bei einem Bauern unterbringt.

#### Doğan
Doğan (1915–1967) versucht einige Ideen seines Vaters umzusetzen. Er studiert nicht, wie seine Mutter hofft, karrierefördernd Wirtschaftswissenschaften oder Ingenieurtechniken, sondern Politik, sammelt als Landrat in der landwirtschaftlichen Osttürkei Erfahrungen mit dem Leben der Bauern und ihren Arbeitsbedingungen. Nachdem er frustriert sein Amt aufgegeben hat, entwickelt er Vorschläge für Agrarstrukturreformen. In solchen Konzepten und deren Scheitern erinnert er an Refik Işikçi in Cevdet und seine Söhne.
Im privaten Bereich ist er mit einem Gesellschaftsmodell etwas erfolgreicher: Er mildert die Taten seiner Eltern, indem er die Halb-Brüder aus dem ärmlichen Dorf nach Cenethissar ins Vaterhaus zurückholt und deren Kontakt zu Selâhattin wieder herstellt, sie entschädigt, Recep zu einer Arbeit und İsmail zu einem schlichten Eigenheim verhilft.

### Die Enkel – Abbild der gesellschaftlichen Verwerfungen
Doğans Kinder stellen drei Facetten des intellektuellen Bürgertums in seiner Position zwischen der reichen Oberschicht und der armen Bevölkerungsgruppe mit ihren wegen geringer Bildung fehlenden Aufstiegschancen dar: Zweifel sowohl an den politischen Gestaltungsmöglichkeiten wie auch am Sinn wissenschaftlicher Recherche (Faruk), Interesse für kommunistische Ideen und Engagement für Strukturveränderungen (Nilgün) und Traum von einem Studium in den USA und einem besseren Leben im Ausland (Metin).

#### Faruk und Nilgün
Faruk (geb. 1947) lebt, seit ihn seine Frau Selma verlassen hat – das aus anderen Pamuk-Romanen bekannte Motiv der unglücklichen einseitigen Liebe findet man ebenso bei Metin und Hasan – allein als Universitätsdozent für Geschichte in Istanbul. Während seiner Ferienaufenthalte recherchiert er im Archiv in Gebze über die Pest und sammelt in alten Zeitungen und Dokumenten historische Ereignisse und Gerichtsfälle, um die Vergangenheit der Region aufzuarbeiten und darzustellen (Kap. 14, 18). Dabei bemerkt er, dass „sämtliche Vorkommnisse eines Vierteljahrhunderts sich ohne Kausalzusammenhänge durch die Windungen [seines] Gehirns [bewegen]“. „[B]eim Mittagessen [kommt ihm] der Vergleich mit einer endlosen Würmergalaxie im schwerelosen Nichts“. Er sinniert deshalb über einen Erzählband mit „ein[em] glaubwürdige[n] Märchen, das alle Geschehnisse zusammenfasst!“ Denn „um die Geschichte und überhaupt die Welt und das Leben so zu sehen und aufzufassen, wie sie sind, bräuchten wir tatsächlich andere Gehirnstrukturen!“ Er klagt: „Ach, diese Sehnsucht nach Geschichten verdreht uns den Kopf und entführt uns in eine Traumwelt.“
Daraufhin plant er „alle Geschehnisse, die sich in jenem Jahrhundert in Gebze und Umgebung zugetragen hatten, zu präsentieren, ohne sie irgendwie nach ihrer Bedeutung zu klassifizieren“, um beim Leser einen Eindruck von der zusammenhanglosen Addition der Geschichte des Lebens zu evozieren. Er wird wohl ebenso wenig wie Vater und Großvater seinen Plan, den er selbst als „unsinniges Projekt“ bezeichnet, ausführen. Seine Unterlagen werden von Hasan gestohlen, verheizt und der Rest landet im Abfalleimer der Bahnstation (Kap. 31).
Abend diskutiert er mit Nilgün, die seit einem Jahr Soziologie studiert, über seine Projekte, zu denen sie ihn ermutigt, allerdings, aus der sozialistischen Position, um die Zusammenhänge der Geschichte darzustellen und zu erläutern (Kap. 19, 24): „Um die Welt zu erklären, sind diese Geschichten notwendig.“ Sie versucht ihn dazu zu bewegen, als Historiker zu arbeiten und sich zu engagieren, um im Land etwas zu verändern.
Gerade diese Möglichkeit bezweifelt Faruk bekümmert: „Ich kenne alle Geschichten, aber auch alle Gegengeschichten“. Im Gegensatz zu seiner Schwester hat er „kapitulier[t]“, ohne, wie sie ihm vorwirft, überhaupt „gekämpft“ zu haben. Er wundert sich „über Leute, die gerne Verantwortung übernehmen“, denn er „liebt[] es gar nicht, von [seinem] Bewusstsein auf frischer Tat ertappt zu werden“. D. h.: Er fürchtet den Widerspruch zwischen Aktionen und moralischen Reflexionen. Faruk will einfach, „von den amüsanten Fiktionen bereinigt“ erzählen, „[n]icht um die Welt zu verbessern, sondern einfach, um kundzutun, was geschehen ist.“ In seiner Schwermut über diese Unzulänglichkeiten und seine Begrenztheit und weil er es „nicht mehr [aushält], mit zwei Seelen zu leben“, im Alltag der Menschen und in seinen Gedanken, flüchtet er sich in den betäubenden Alkohol, wie Vater und Großvater.

#### Metin
Metin wohnt mit Nilgün bei ihrer Tante in Istanbul bzw. im Internat, besucht die letzte Klasse des amerikanischen Gymnasiums, das er im folgenden Jahr mit dem Abitur abschließen will, um dann in Amerika zu studieren und Karriere zu machen. Dazu fehlt ihm das Geld, seine Einkünfte aus Mathematik- und Englisch-Nachhilfestunden reichen bei weitem nicht aus und er versucht die Großmutter zum Abriss des alten Hauses, zum Verkauf eines Teils des Grundstücks und zum Bau eines modernen Apartmenthauses zu überreden.
Während seines Ferienaufenthalts besucht er täglich seine wohlhabenden Freunde aus Kindertagen, alles Söhne und Töchter von Fabrikanten und Geschäftsleuten mit relativ viel finanziellem und europäisch orientiertem privaten Spielraum: sein Freund Vedat, der sich auf einer Party spontan mit der wegen ihres familiären Streites unglücklichen Sema, verlobt, Turgay, der aus Erziehungsgründen vom Vater zum Militär geschickt wird, Mehmet, welcher mit einer jungen englischen Krankenschwester im Haus seiner Eltern lebt, Turan, der eine Beziehung zu Hülya begonnen hat. Zu dieser Gruppe sind Zuzügler gestoßen: Fikret und Ceylan, in die sich Metin verliebt. Dieser Club vertreibt sich seine Sommerferien, wenn er nicht Rauschgift-umnebelt und alkoholisiert am Strand oder abwechselnd in den Elternhäusern (Kap. 21) herumhängt, mit nächtlichen Touren in den Sportwagen der Eltern, mit denen sie PS-schwächere Autos „arme[r] Schweine“ in die Zange nehmen, wie den überladenen Mercedes eines Gastarbeiters, den sie zwingen, mit den rechten Rädern auf den Randstreifen auszuweichen, um sich über dessen kamelähnlich-holprige Fahrweise zu amüsieren. So rasen sie zu Diskotheken (Kap. 15), vergnügen sich mit Wasserski-Fahrten und Boots-Wettrennen (Kap. 10).
Bei seinen unglücklichen Bemühungen, Ceylan zu imponieren und sich ihr am Strand körperlich zu nähern (Kap. 21), scheitert er kläglich: Während Ceylan und sein finanziell ihm überlegener Rivale Fikret in dessen Alpha-Romeo davonsausen, bleibt er im Auto seines Bruders auf der Strecke liegen, und die auf ihrer nächtlichen Spray-Tour vorbeikommende „nationalistische Jugend“ demütigt ihn und nimmt ihm sein Nachhilfe-Geld weg (Kap. 25).

#### Hasan
Hasan repräsentiert die unzufriedenen Kinder der Arbeiterschicht, die ihren niedrigen Lebensstandard mit dem des Bürgertums und der Reichen vergleichen, von sozialem Ansehen und Wohlstand träumen, für sich aber keine Lebensperspektiven nach ihren Vorstellungen erblicken. Er besucht, da er die Vorschläge des Vaters, des Losverkäufers, Friseur oder Gärtner zu werden, ablehnt, ein Gymnasium und muss in der Sommerferien lernen, da er nicht in die nächste Klasse versetzt worden ist.
Stattdessen zieht er mit seinen Kumpeln Mustafa und Serdar durch die Küstenregion, zwingt Ladenbesitzer, veraltete Eintrittskarten für Veranstaltungen der „nationalistischen Jugend“ zu kaufen, und sprayt nachts Parolen gegen die Kommunisten und Sozialisten an Häuserwände. Er hat einen Realitätsverlust, träumt sich in eine starke Persönlichkeit, die seine Umwelt beeindruckt. Diese Wünsche mischen sich mit unbändiger Wut des sozial sich benachteiligt Fühlenden. Entsprechend bewertet er am Strand die Urlauberfamilien aus Istanbul pauschal: „[L]auter furchtbare Leute. Ihr seid alle voller Schuld und werdet alle eure Strafe bekommen. Mich ekelt[] vor ihnen“. D. h., er sucht nach Ventilen, ruft unbekannte Menschen an und beschimpft sie oder er zielt wahllos auf vermutete Feinde wie die Bürokratie oder Kommunisten, aber auch seinen Vater, dem er vortäuscht, nachts den Unterrichtsstoff aufzuarbeiten (Kp. 12. 22), und die Lehrer, die ihn „schikanieren“ und zum Lernen auffordern, während er dazu nicht in der Lage ist.
So verwickelt er sich, als seine Gefährten, denen er seine Loyalität zur Partei beweisen muss, von seiner Liebe zu einem der intellektuell-bürgerlichen „Societymädchen“ erfahren (Kap. 20), in ein emotionales Gestrüpp und Lügengebäude, aus dem er mit einem Gewaltakt ausbricht. Einerseits sucht er das Gespräch mit Nilgün, stiehlt ihren grünen Haarkamm als Fetisch und kauft im Krämerladen einen ähnlichen roten wie sie zuvor (Kap. 17), andererseits beschuldigt er sie Mustafa gegenüber als Kommunistin, da sie die republikanische Cumhuriyet, nach Hasans Meinung „eine Kommunistenzeitung“ liest. Nun gerät er unter Zugzwang: Er zerreißt im Krämerladen die Zeitungen (Kap. 22), worauf der Krämer deren Verkauf einstellen muss, und schlägt brutal auf das Mädchen ein, als es nicht auf seine politischen Belehrungen eingeht und ihn einen „irre[n] Faschist[en]“ nennt.
Auf diesen Gewaltakt hin, an dem Nilgün nach Gehirnblutungen stirbt, flieht er und besorgt sich durch Diebstahl eines Ausweises eine neue Identität (Kap. 31), fährt mit dem Zug nach Haydarpaşa (Istanbul) und taucht dort vermutlich in der rechten Terrorszene unter.

### Recep – Symbolfigur für Pragmatismus und Überlebenskraft
Der zwergwüchsige Recep, neben Nilgün der zweite Held des Romans, der mit großer Würde die Launen seiner von ihm abhängigen greisen Herrin erträgt, symbolisiert in seiner äußeren Missbildung die gesellschaftlichen Spannungen und die Leiden des Volkes. Da er die Vorgeschichte seiner Rolle kennt, erstaunt seine Gelassenheit und Loyalität, wo man eigentlich berechtigte Empörung bzw. Rebellion gegen die Verursacher seiner Deformation erwarten könnte.
Stellvertretend steht er in seinem Verantwortungsbewusstsein für den Haushalt, seiner dankbaren Dienstfertigkeit und menschlichen Hilfsbereitschaft für eine traditionelle unpolitische, sich unterordnende Bevölkerungsgruppe. Er ist es, der den Neffen Hasan, wenn er ihn beim Einkaufen trifft, zum Lernen als Basis eines besseren Leben anhält und die Brüder mehrmals auffordert, die verletzte Nilgün zur Behandlung ins Krankenhaus zu bringen. Er hat oft den besseren Überblick und hält durch seine in leidvollen Erfahrungen erworbene Menschenkenntnis Distanz zur öffentlichen Meinung, z. B. in der Einschätzung des als Wirrkopf und Spinner eingeschätzten Selâhattin, dessen Manuskripte er gegenüber Fatma vor dem Verbrennen bewahrt und dessen Arbeit er als einziger würdigt. Offenbar versteht er die Erklärungen seines Vaters (Kap. 30), dass sie alle vom Vermögen seiner Frau abhängig sind und dass sie mit ihrem verkauften Schmuck auch ihn ernährt habe. Dafür müssten sie die Demütigungen ertragen. Erleichtert wird sein Dienst dadurch, dass außer der auf seine Hilfe angewiesenen und deshalb ihm in ohnmächtiger Wut ausgelieferten Fatma ihn die Familienmitglieder freundlich behandeln und seine Arbeit würdigen.
Er ist Realist und kommentiert die Sprüche seines Vaters, „lebe großzügig und frei, und glaube nur an dich selbst und an deinen Verstand […] Pflücke vom Paradiesbaum den Apfel der Erkenntnis, Recep, hab keine Angst, pflück ihn nur, du wirst dich dann zwar vielleicht vor Schmerzen winden, doch wirst du frei sein, und wenn alle Menschen frei sind, wirst du das wahre Paradies gründen, nämlich das Paradies auf Erden, und du wirst dich vor nichts mehr fürchten“. mit „Worte […] nichts als Worte; Töne, die sich auflösen, sobald sie an der Luft sind; Worte…“

## Biographische Bezüge
In seinem Buch Other Colors (türkisch: Öteki Renkler, 1999) erfährt man einige in den Roman eingearbeitete Erlebnisse des Autors.
Pamuk schreibt, eine Inspiration seien die Briefe seines Großvaters, als dieser Anfang des 20. Jhs. in Berlin Jura studierte, an seine damalige Verlobte und spätere Frau Nikfal, in denen diese ähnlich belehrt worden sei wie Fatma Hanim durch Selâhattin. Auch Pamuks Großmutter stand diesen verbotenen und sündigen Ideen gleichgültig gegenüber und lebte in einer unglücklichen Beziehung.
Auch eigene Erfahrungen in den frühen 1970er Jahren habe er differenziert und in den Charakterisierungen der Jugendlichen untergebracht, in jeder Figur sei etwas von ihm enthalten. Denn in seiner Nachbarschaft hätten ähnliche Familien mit ähnlichen Großmüttern gewohnt, so dass er diese Situationen sehr gut verstehe. Vorlagen für Details wie die Autorennen mit den Wagen der Väter, die Besäufnisse bei den Partys in den Wohnungen und am Strand, die Diskothekenbesuche und die Versuche, die Zeit totzuschlagen, seien die wirklichen Geschichten, die er mit seinen Freunden in Sahil erlebte, wo er einige Sommermonate verbrachte.
Im Vergleich zu Selâhattin, bzw. zu seinem eigenen Großvater, gebe es heute allerdings weniger Leute, die so radikal ihre Kultur zu verändern wünschen. Deshalb würden seine Enkel andere Wege gehen.

## Rezeption und Übersetzungen
Pamuks zweiter Roman erhielt überwiegend positive Kritiken. Er wurde mit dem Madarali Romanpreis (1984) bzw. dem Prix de la découverte européenne für die französische Übersetzung (1991) ausgezeichnet und u. a. in verschiedene europäische Sprachen übersetzt:
- ins Französische: La maison du silence. Übersetzung von Münevver Andaç. Gallimard, Paris 1988, ISBN 2-07-071085-8.
- ins Italienische: La casa del silenzio. Übersetzung von Francesco Bruno. Frassinelli, Milano 1993, ISBN 88-7684-251-9.
- ins Holländische: Het huis van de stilte. Übersetzt von Margreet Dorleijn. De Arbeiderspers, Amsterdam 1995, ISBN 90-295-3420-6.
- ins Schwedische: Det tysta huset. Übersetzung von Dilek Gür. Norstedt, Stockholm 1998, ISBN 91-7263-777-3.
- ins Spanische: La casa del silencio (= Debolsillo 601). Übersetzt von Rafael Carpintero Ortega. Random House Mondadori, Barcelona 2006, ISBN 84-931418-5-2.
- ins Russische: Дом тишины (Dom Tishiny). Амфора, Санкт-Петербург 2007, ISBN 978-5-367-00526-4.
- ins Polnische: Dom ciszy. Wydawnictwo Literackie, Kraków 2009, ISBN 978-83-08-04312-7.
- ins Deutsche: Das stille Haus. Übersetzung von Gerhard Meier. Hanser, München 2009, ISBN 978-3-446-23400-0.
- ins Englische: The silent house. Übersetzung von Robert Finn. Alfred A. Knopf, New York NY 2012, ISBN 978-0-307-70028-5.

Die deutschen Rezensionen betonen die frühe, fast perfekte Meisterschaft des Autors: „Das ist Weltliteratur“ (Frankfurter Allgemeine Zeitung). Der an Vorbildern der europäischen Literatur orientierte Roman zeichne ein differenziertes Bild der türkischen Gesellschaft am Beispiel einer Familie in radikaler Nüchternheit.